# Parascotia variegata
Parascotia variegata är en fjärilsart som beskrevs av Barend J. Lempke 1949. Parascotia variegata ingår i släktet Parascotia och familjen nattflyn. Inga underarter finns listade i Catalogue of Life.